# Liao-čung

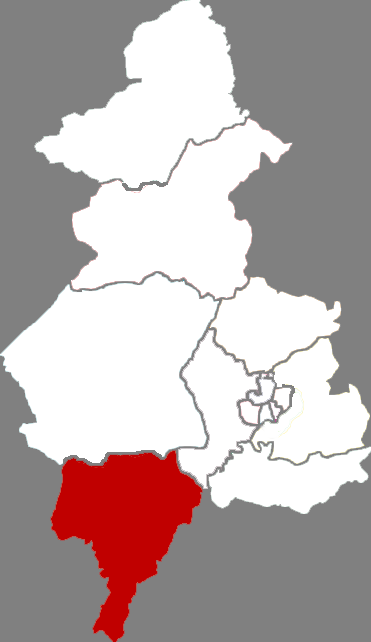
Liao-čung na mapě Šen-jangu

Okres Liao-čung (čínsky v českém přepisu Liao-čung Sien, pchin-jinem Liáozhōng Xiàn, znaky zjednodušené 辽中县, tradiční 遼中縣) je okres v Čínské lidové republice. Leží zhruba ve středu provincie Liao-ning a je součástí subprovinčního města Šen-jang, jehož centrum se od něj nachází ve vzdálenosti bezmála 70 kilometrů na severovýchod. Rozloha celého okresu Liao-čung je 1 670 čtverečních kilometrů a žije v něm zhruba půl milionu obyvatel.

## Doprava
Je zde stanice nejstarší čínské vysokorychlostní tratě Čchin-chuang-tao – Šen-jang.